# Асансёр

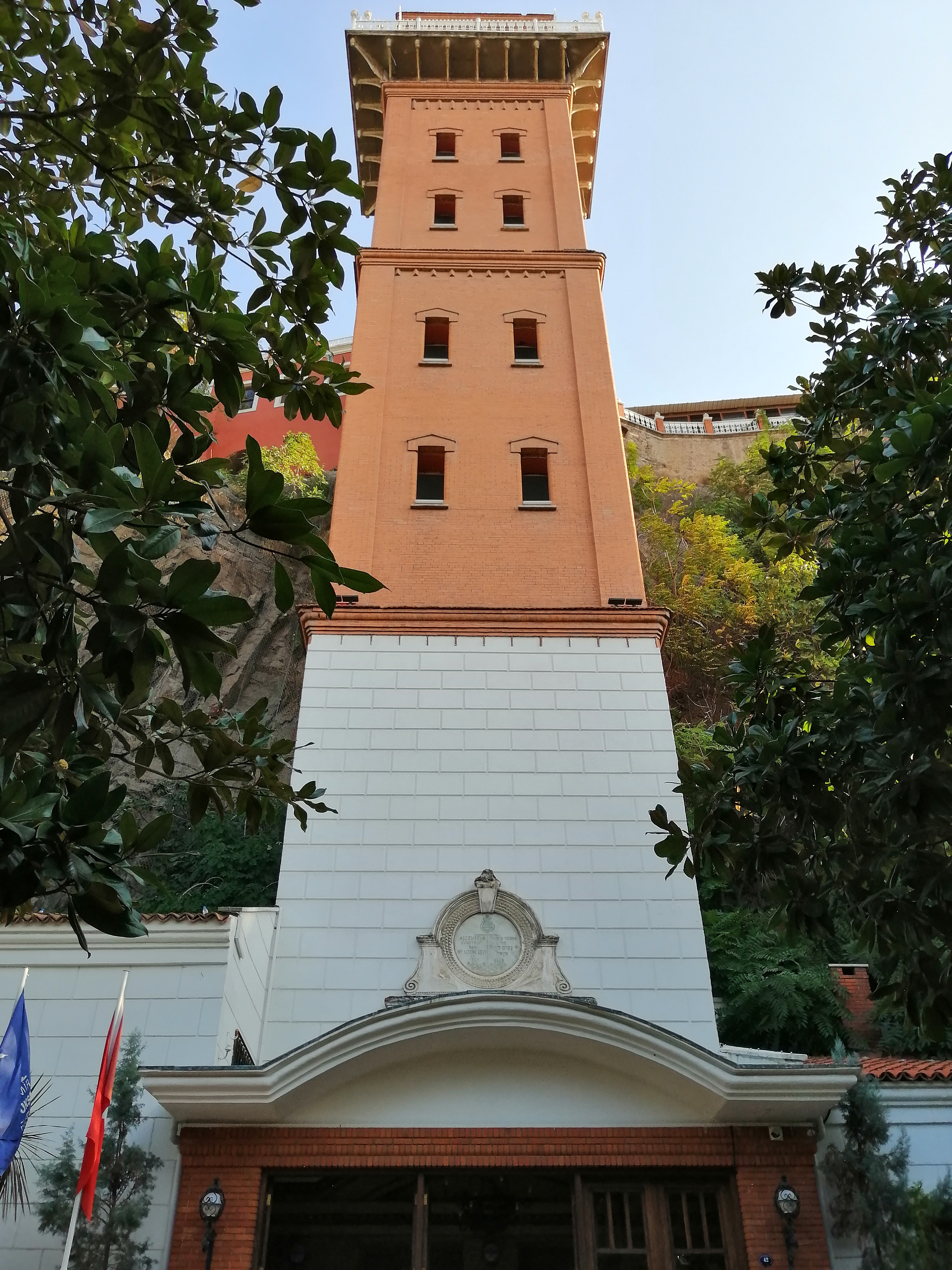
Вид на Асансёр снизу

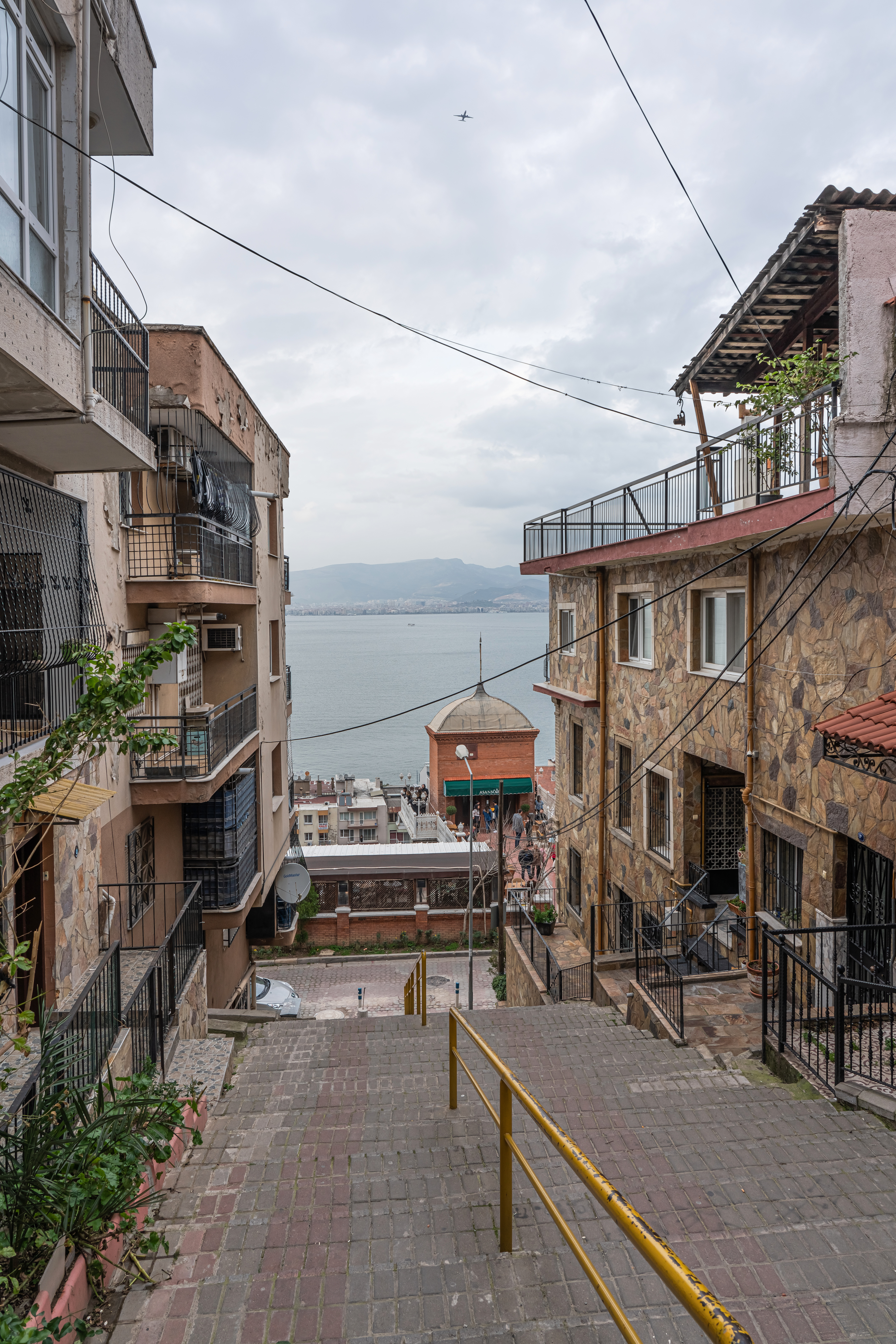
Вид на верхнюю часть башни с одной из соседних улиц

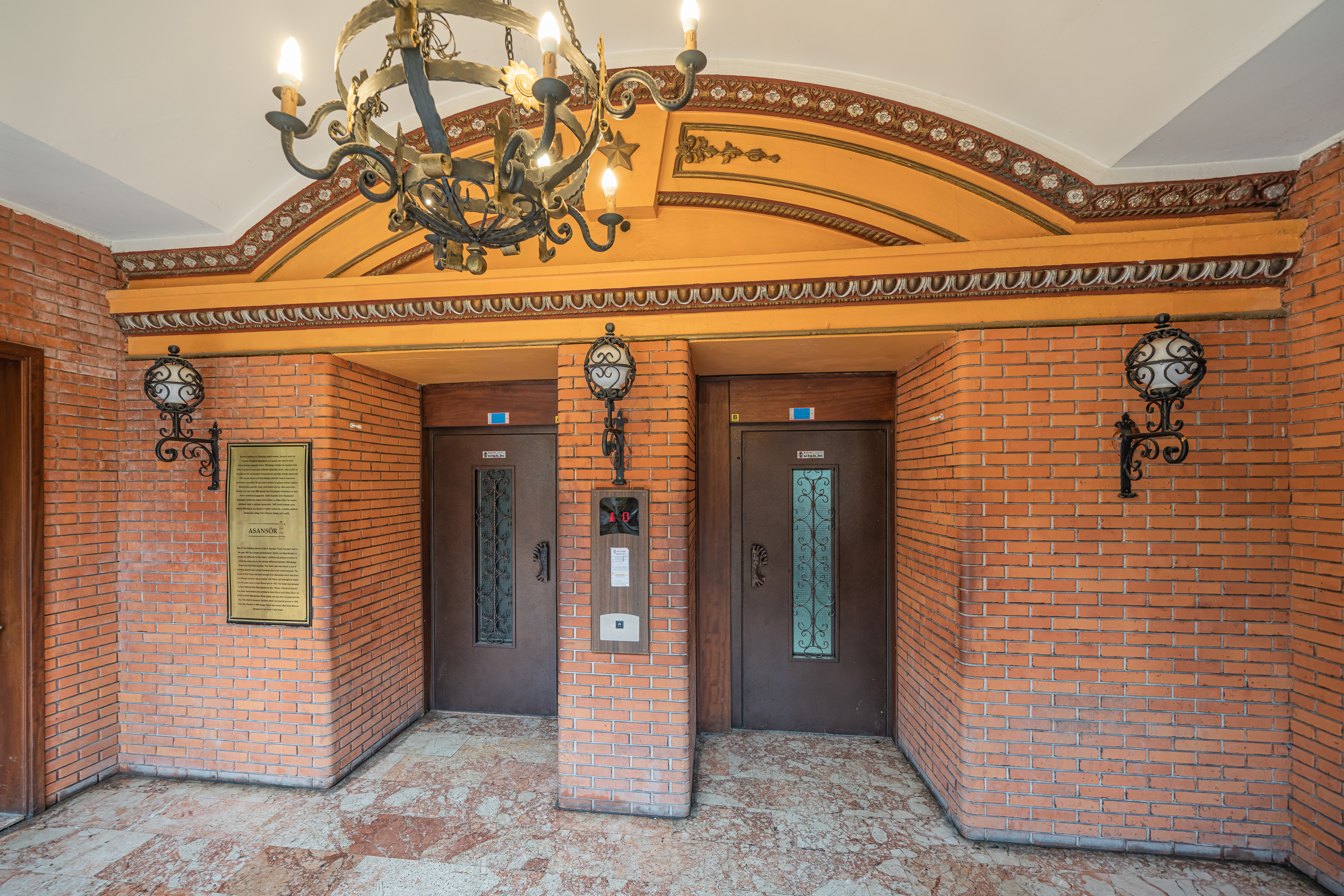
Входной зал с дверями лифта на нижнем уровне башни

Асансёр (тур. Asansör, в буквальном переводе «лифт»; слово происходит от французского слова ascenseur с тем же значением) — башня с общественным лифтом, историческое сооружение в Измире (Турция), квартале Караташ района Конак. Построен в 1907 году для облегчения подъёма с морского побережья из квартала Караташ в квартал Халилрыфат-Паша на холме.

## История
Кирпичная лифтовая башня с двумя лифтами была построена в качестве благотворительности в 1907 году еврейским банкиром и филантропом Несимом Леви Байраклыоглу (тур. Nesim Levi Bayraklıoğlu), чтобы облегчить подъём с улицы Митхатпаша (Mithatpaşa Caddesi) до улицы Халилрыфат-Паша (Halilrıfat Paşa Caddesi), находящейся примерно на 40 метров выше по склону холма. До постройки лифта для подъёма между этими двумя улицами использовалась лестница из 155 ступеней.
В 1930-х годах в лифтовой башне располагались кинотеатр, театральная сцена и фотостудия. В 1942 году сооружение было продано Шериф Резми Рейенту (Şerif Remzi Reyent). После его смерти сооружение перешло по наследству к его племяннице, которая в 1983 году подарила его городу. В первой половине 1990-х лифт реставрировали.

## Конструкция, устройство и внешний вид
Квадратная в плане башня состоит из четырёх ярусов. Нижний четырёхэтажный ярус башни построен из камня. Верхние два яруса сложены из кирпича, который доставлялся из Марселя. Ширина каждого вышележащего яруса немного меньше, чем у предыдущего, ярусы отделены друг от друга кирпичными молдингами. Вход в башню состоит из трех дверных проемов и находится на её северной стороне. Над входом в башню на стене расположен круглый медальон с указанием имени заказчика сооружения на французском языке и на ладино: Ascenseur Construit par Nesim Levi Bayrakoğlu, 1907 («Лифт построен Несимом Леви Байракоглу, 1907»). Сооружение проектировали итальянские и французские инженеры, так как заказчик хотел устроить сооружение на современный европейский манер. На фронтальной стене каждого из кирпичных ярусов имеется по четыре окна. Третий ярус заканчивается на уровне улицы Халилрыфат-Паша. Здесь башня окружена деревянным балконом, поддерживаемым стальными консолями. Чугунная ограда балкона украшена мотивами, традиционными для Измира в начале XX века. Самый верхний, четвёртый ярус возвышается над уровнем балкона, в нём имеются два окна с фронтальной (северной) стороны и две двери с южной стороны, выходящие на улицу Халилрыфат-Паша. Башню венчает металлическое навершие со штырём и декоративным украшением.
При постройке каждый из лифтов башни имел разный привод: левый приводился в действие паровой машиной, правый — электромотором. Паровой лифт заменили электрическим в 1985 году, так что сегодня оба лифта в башне электрические. При входе в холл башни со стороны улицы Митхатпаша с левой стороны находится сохранившееся котельное помещение и насосная станция. Справа находятся помещения для персонала. Напротив входа — две лифтовые двери. Холл украшен декоративными архитектурными элементами. Машинное отделение располагается в верхней части башни, слева от лифта при входе с улицы Халилрыфат-Паша.

## Значение для города
Башня Асансёр является важной туристической достопримечательностью Измира. После реставрации в 1990-х годах на её вершине был устроен одноимённый ресторан. На балконе башни расположено кафе-терраса. С балкона башни открывается прекрасный вид на Измирский залив и прилегающую к нему часть города.
Вскоре после постройки сооружения небольшой переулок, ведущий к нему, был назван «тупиком Лифта» (тур. Asansör Çıkmazı). В этом переулке, с преимущественно еврейским населением, в доме номер 11 жил известный певец и актёр Дарио Морено. Сегодня этот переулок назван его именем (тур. Dario Moreno Sokağı — «переулок Дарио Морено»).

### Аналогичные сооружения
- Катаринахиссен — в Стокгольме
- Элевадор-ди-Санта-Жушта — в Лиссабоне
- Подъёмник Ласерда — в Салвадоре